# Ansitz Mitterhart

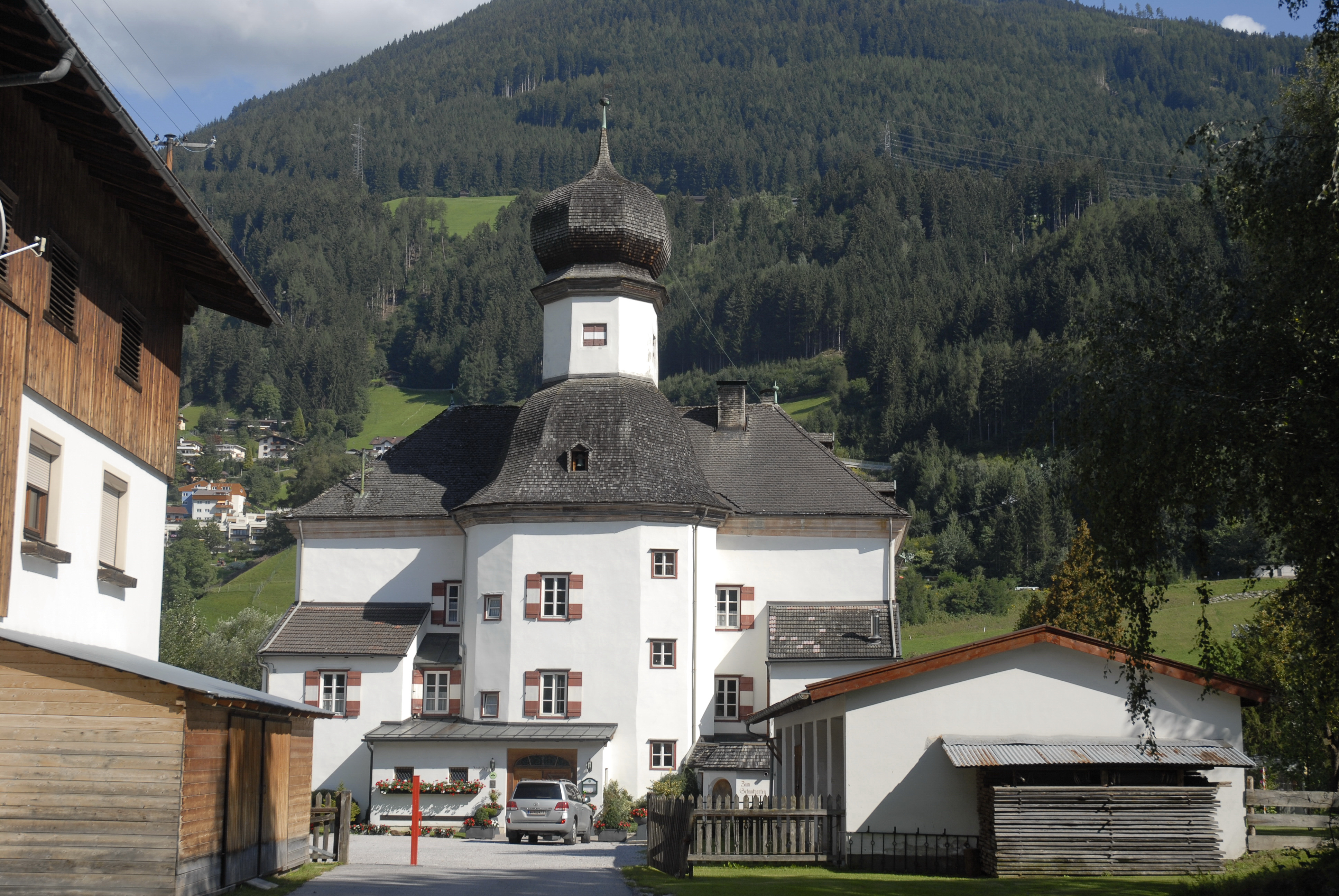
Ansitz Mitterhart in Vomp

Der Ansitz Mitterhart (nach einem früheren Besitzer auch Gwercher Schlössl genannt) liegt in der Gemeinde Vomp im Bezirk Schwaz im Bundesland Tirol (Innhöfe 3).

## Geschichte
1515/20 wurde das Haus für Ritter Hieronymus von Stauber († 1636), einen Finanzfachmann der Fugger, erbaut und zum Ansitz gefreit. Um 1600 erwarb Hieronymus Stauber auch Sigmundslust und besaß nun zwei Herrenhäuser in Vomp. Auf dem Heiratsweg gelangte 1694 der Ansitz Mitterhart über die Regina von Immhof, der Letzten aus der Familie der Stauber, an Freiherr Ferdinand Fieger von Hirschberg († 1710). Dieser ließ um 1700 den Ansitz Mitterhart palaisartig ausbauen. Der Topograph Johann Jakob Staffler (1783–1868) bezeichnete damals den Ansitz Mitterhart als „ein zierliches Gebäude“. Der Reiseschriftsteller Beda Weber (1798–1858) schrieb über das Schlössl, dass es allen Reisenden von Innsbruck bei der „Einfahrt in den Markt Schwatz lieblich ins Auge falle – nicht groß, aber wohlgepflegt und säuberlich“.
1802 kaufte Johann Gwercher († 1852) den Ansitz Mitterhart – daher auch der Name Gwercher Schlössl. Um 1853 kaufte Josef Ritter von Woertz das Anwesen. Dieser hatte aus dem Nachlass der Fieger bereits 1817 die Burg Hirschberg in Wenns gekauft. Am 27. April 1873 wurde es von Josef Mayr, einem Fuhrmann, Händler und Landmann aus Matrei am Brenner, käuflich erworben. Heute ist der Ansitz in der sechsten Generation im Besitz dieser Familie (heute Mair). Seit dem Jahre 1938 wird das Gwercher Schlössl, zu dem auch eine Landwirtschaft gehört(e), als Gastwirtschaft mit dem Namen Schloss Mitterhart geführt.

## Ansitz Mitterhart heute
Charakteristisch für den Ansitz ist der achteckige Turm mit einer großen, eingeschnürten, barocken Zwiebelhaube. Er besitzt ein Portal mit wulstiger  Rustika-Rahmung und seitlichen Säulen mit einem Balkon. Das Haus wurde mehrfach umgebaut. Innen sind Räume mit flachbändigem Stuck aus der Zeit um 1730 erhalten.
Seit den 1930er-Jahren ist das „Gwercher-Schlössl“ Gasthof und Schlosshotel.